# KWHE
KWHE es un canal de televisión en Honolulu, Hawái, que transmite localmente en el canal 31 como una estación adquirida y operada por LeSEA. KWHE también puede ser vista en las estaciones satélite KWHH (canal 14 en Hilo) y KWHM (canal 21 en Wailuku), además del canal 11 de Oceanic Cable en todo el estado.

## Historia
KWHE hizo su debut en 1986 y ofrece una mezcla de programas seculares de interés general (principalmente sitcoms, películas clásicas de vaqueros, dramas, programas sindicados y eventos deportivos locales), con programación religiosa que cubre la mayoría de su programación. Posteriormente ha extendido sus transmisiones con KWHH saliendo al aire el 1 de octubre de 1989, y KWHM debutando el 15 de junio de 1993.
Es también una de las seis estaciones en Honolulu que emite programación religiosa: KAAH-TV, KALO, KWBN, KKAI, y KUPU son las otras cinco. KWHE, KAAH, KKAI y KUPU están licenciadas por la FCC con fines comerciales; sin embargo, KWHE y KKAI son las únicas dos que emiten programación secular desde su salida al aire.
KWHE era también una afiliada de The WB entre 1995 y 1998, pero perdió la afiliación en beneficio de KFVE.
KWHE, cuyas letras de siglas significam World Harvest Entertainment, es por supuesto, parte de la red de televisión World Harvest y sigue el mismo patrón programático de sus estaciones hermanas en South Bend, Indianapolis, Denver, Colorado Springs, Tulsa y Nueva Orleans.
Es también conocido que KWHE, cuya programación secular es familiar, emite repeticiones de la serie dramática Hawaii Five-0, la cual era filmada en Honolulu, siendo emitida diariamente. El programa aún es popular entre la teleaudiencia del estado y ha continuado su emisión ininterrumpida desde que dejó la programación de CBS en 1980, haciendo a esta la tercera estación en Honolulu (las otras eran KFVE y KGMB, cuyas siglas se muestran en la mayoría de los episodios repetidos) en emitir el programa luego de que se canceló su producción.

## Estaciones satélite
Estas estaciones retransmiten la señal de KWHE a lo largo y ancho de Hawái:

## Televisión digital
Luego del cambio a la Televisión digital terrestre en Hawái, el 15 de enero de 2009, KWHE y KWHH mantuvieron sus frecuencias digitales (31 y 23), mientras que KWHM se trasladó al canal 21.